# 小笠原司
小笠原 司（おがさわら つかさ、1955年(昭和30年)10月16日 - ）は、日本のロボット研究者。東京大学工学博士、奈良先端科学技術大学院大学名誉教授。東京大学の博士課程では知能ロボットプログラミングシステム「COSMOS」を開発。その後も電子技術総合研究所知能システム研究部でロボット研究に従事し、1998年から2021年まで奈良先端科学技術大学院大学情報科学研究科教授。小笠原が主宰するロボティクス研究室では案内ロボット「ASKA」、「たけまる」などの案内ロボットを開発した。2021年4月から2年間は、同大学で理事・副学長を務めた。

## 来歴・人物
小笠原はものづくりが苦手で、数学や物理が好きな子供であった。大学2年生から計算機センターでカードパンチ式の計算機ながらプログラミングに打ち込むようになる。1978年に工学部計数工学科を卒業した後、大学院から情報システム研究室にてロボット関連の研究に取り組む。井上博允のもとでLISPを用いた知能ロボット・プログラミングシステム「COSMOS」を開発する。これは日本ロボット学会最初の総合論文としてまとめられた。
1983年に博士課程を修了し、工学博士の学位を取得。通商産業省（当時）の電子技術総合研究所（後に産業技術総合研究所として再編される）に就職。知能ロボット部に配属され、様々な人物とロボット、特にマニピュレータの研究に取り組む。1993年から1994年にはドイツに滞在しており、2か月間の語学研修と、1年間のカールスルーエ大学での客員研究員を経験している。マニピュレータの研究に取り組むとともに、車でスイスやイギリスの研究室にも足を運んだ。
ドイツから帰国した後、小笠原は室長として活躍。しかし研究環境を変えたり教育に携わりたいという思いから、1998年に奈良先端科学技術大学院大学教授へ転じる。ロボティクス研究室ではマニピュレータやハンド、センシングの研究に加え、「HRP-2」や「HRP-4」、「enon」を使ったヒューマノイドロボットを使用しての研究、案内ロボット「ASKA」、「たけまる」などの案内ロボットの開発など、多様な知能ロボット研究を行った。この間、21世紀COEプログラム「ユビキタス統合メディアコンピューティング」では行動メディア事業のコアリーダーを務めた。また、研究ではテムザックやココロといった企業や、NEDO知能化技術開発ロボットプロジェクトなどの共同研究プロジェクトにも取り組んだ。
また、大学内では2005年から4年間、学長補佐を務める。2013年から4年間は大学院情報科学研究科の研究科長を務め、2017年からは副学長に就任（任期2年）。さらに2018年には奈良先端科学技術大学院大学の3つの研究科が1つに統合され、小笠原はその「先端科学技術研究科」の研究科長に着任する。2021年3月で定年退職し、同年4月から任期2年で同大学の理事・副学長に就任。2023年3月31日には同大学名誉教授の称号を授与された。
2025年4月より、富山県立大学学長。

## 主な受賞歴
- 1992年 - 計測自動制御学会 論文賞[38][注釈 1]
- 1989年 - 元岡記念会元岡賞[39][40][注釈 2]
- 1998年 - 日本ロボット学会 論文賞[42][注釈 3]
- 2011年 - 日本機械学会ロボティクス・メカトロニクス部門 部門貢献表彰[40][43]
- 2018年 - 平成29年度FA財団論文賞[44][注釈 4]

（研究室の受賞歴）
- 「Team NAIST」 - ICRA 2016[注釈 5]「the Airbus Shopfloor Challenge」[46]1st place[47][48][注釈 6]
- 「NAIST-Panasonic」チーム - アマゾン・ロボティクス・チャレンジ2017 ファイナリスト、第6位[49][50][51]
- 「NAIST-RITS-Panasonic」チーム - ワールドロボットサミット2018「Future Convenience Store Challenge」接客タスク第1位、SICE Award[52][53]

## 著作

### 学位論文
- 『知能ロボットのシステム構成法に関する研究』東京大学〈博士論文（甲第6172号）〉、1983年3月29日。

### 総合論文
- 「知能ロボット・プログラミングシステムCOSMOS」、『日本ロボット学会誌』第2巻第6号、1984年、 507-525頁。井上博允との共著。

### 解説
- 「ロボットのシミュレーション技術」、『計測と制御』第26巻第12号、1987年12月、 1081-1088頁。
- 「テレロボット・システム」、『機械の研究』第43巻第1号、1991年1月、 131-136頁。
- 「受付案内ロボットASKAの画像に基づく対話機能」、『映像情報industrial』第35巻第6号、2003年6月、 33-37頁。松本吉央との共著。
- 「ヒューマン・ロボット・コミュニケーションのためのセンシング技術」、『電気評論』第88巻第11号、電気評論社、2003年11月、 15-19頁。
- 「ロボットによる器用なタスクの実現」、『日本ロボット学会誌』第23巻第7号、2005年10月、 800-804頁。
- 「知的インタラクションに基づく対話ロボットによる行動モニタリング」、『日本ロボット学会誌』第28巻第9号、2010年、 1084-1085頁。
- 「作業知能オープンソースの統合検証 ― 双腕ロボットへの適用例 ―」、『日本ロボット学会誌』第31巻第1号、2013年、 41-42頁。河井良浩との共著。